# Бабій Богдан Теофілович

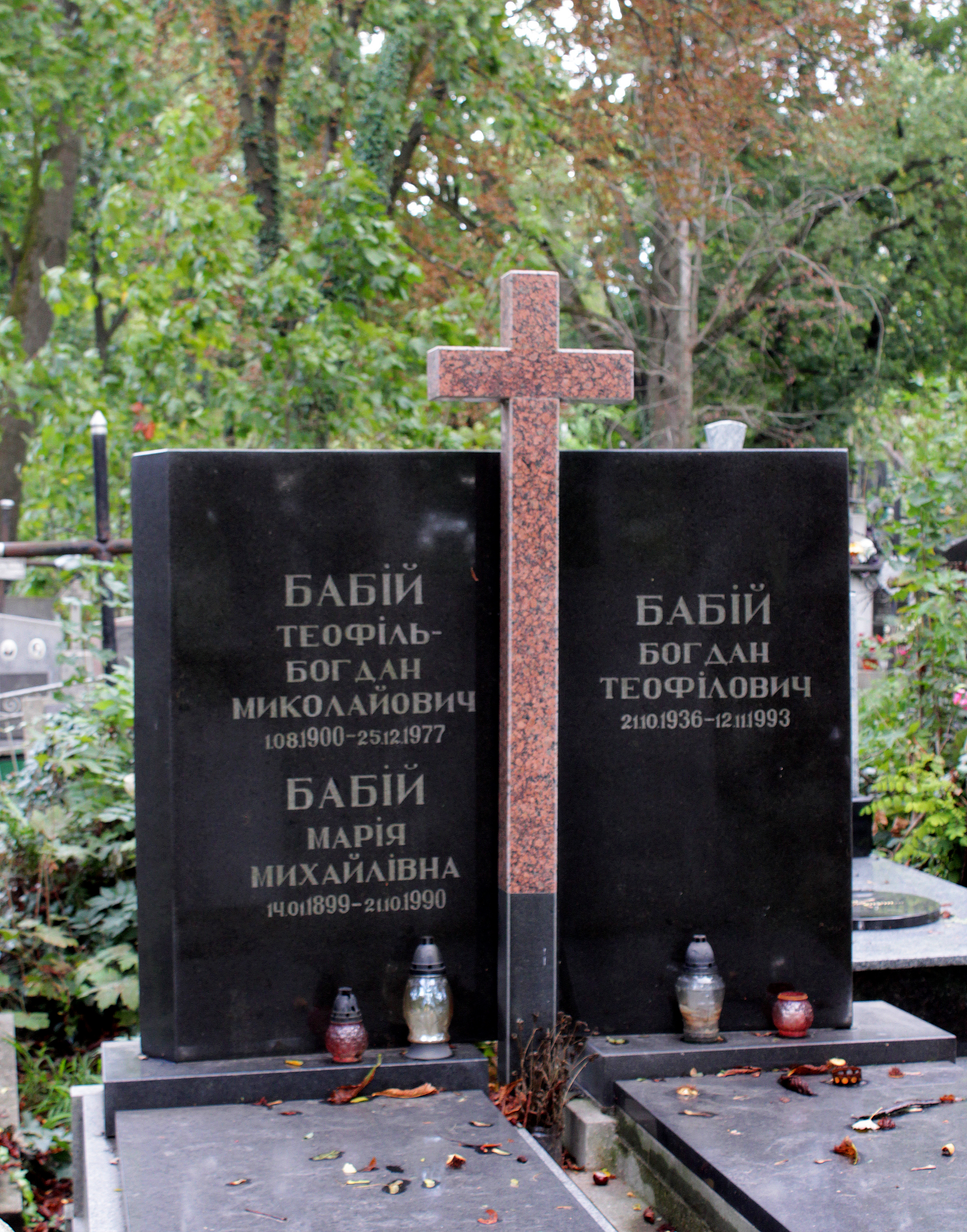

Бабі́й Богда́н Теофі́лович (нар. 21 жовтня 1936 — 12 листопада 1993) — український астрофізик.
Закінчив Львівський університет, працював у Пулковській обсерваторії.
З 1961 року — науковий співробітник астрономічної обсерваторії Львівського університету, з 1964 року асистент, згодом — доцент кафедри теоретичної фізики цього вишу.
Наукові роботи Бабія стосуються фізики Сонця, зокрема теорії перенесення випромінювання, фраунгоферових ліній у сонячному спектрі і хімічного складу Сонця. Виявив асиметрію профілів ліній поглинання у центрі диска Сонця.
Лауреат премії АН УРСР ім. Барабашова 1990 року.
Помер у Львові, похований 21 полі  Янівського цвинтаря.

## Наукові роботи
- Оптичні глибини утворення фраунгоферованих ліній сонячного спектру: результати обчислень та інтерпретація / Б. Т. Бабій, Р. Є. Рикалюк. — Львів,1996. — 51 с. — (Препр. / НАН України, Інститут прикладних проблем механіки і математики ім. Я. С. Підстригача, Центр математичного моделювання ; 2-96)